# Moi, Olga Hepnarová
Pour plus de détails, voir Fiche technique et Distribution.
Moi, Olga Hepnarová (en tchèque : Já, Olga Hepnarová) est un film franco-polono-slovaco-tchèque réalisé par Petr Kazda et Tomás Weinreb, sorti en 2016.

## Liminaire
L'histoire est basée sur un fait-divers véridique qui s'est produit à Prague le 10 juillet 1973 quand une jeune fille de vingt-deux ans, Olga Hepnarová, tue huit personnes et blesse plusieurs autres. Condamnée à mort, c'est la dernière femme à avoir été exécutée en Tchécoslovaquie, en 1975.

## Synopsis
Olga Hepnarová est une jeune tchèque habitant dans la région pragoise. Elle vit dans une famille sans chaleur humaine, elle se sent rejetée par tous. Après une tentative de suicide par absorption de médicaments, elle est internée dans un établissement psychiatrique. Elle décide ensuite de quitter l'école et de vivre à l'écart du monde, dans une maison forestière. Olga travaille dans plusieurs sociétés sans parvenir à trouver un emploi stable. Lesbienne, elle est encore plus isolée de tous et ne reçoit aucune aide, même pas médicale. Elle occupe finalement un poste de chauffeur.
Un jour, elle écrit une lettre commençant par « Moi, Olga Hepnarová, » où elle décrit sa peine et sa rancœur et annonce ses intentions afin que cela n'arrive plus jamais à d'autres jeunes. Elle termine en précisant que son acte est une forme de suicide.
Déterminée, elle conduit son camion, se rend à Prague et renverse délibérément plusieurs personnes qui attendent leur tram, en blessant mortellement plusieurs.
Condamnée à mort, elle ne fait rien pour sa défense. Elle est pendue, par Short drop .

## Fiche technique
- Titre original : Já, Olga Hepnarová
- Titre français : Moi, Olga
- Titre international : I, Olga Hepnarova
- Réalisation : Petr Kazda, Tomás Weinreb
- Scénario : Petr Kazda, Tomás Weinreb, Roman Cílek
- Musique :
- Directeur artistique : Lukáš Veverka
- Production :
- Sociétés de production : Black Balance, Frame100r, Mediabrigade
- Sociétés de distribution :
- Pays d’origine :  France  Pologne  Slovaquie  République tchèque
- Langue originale : tchèque
- Lieux de tournage : Nowa Ruda, voïvodie de Basse-Silésie, Pologne
- Format :
- Genre : drame
- Durée : 105 minutes (1 h 45)
- Dates de sortie :
  -  Allemagne : 11 février 2016 à la Berlinale
  -  République tchèque : 24 mars 2016
  -  Lituanie : 3 avril 2016 au Festival international du film de Vilnius
  -  Pologne : 30 avril 2016 (Off Camera International Festival of Independent Cinema)

## Distribution

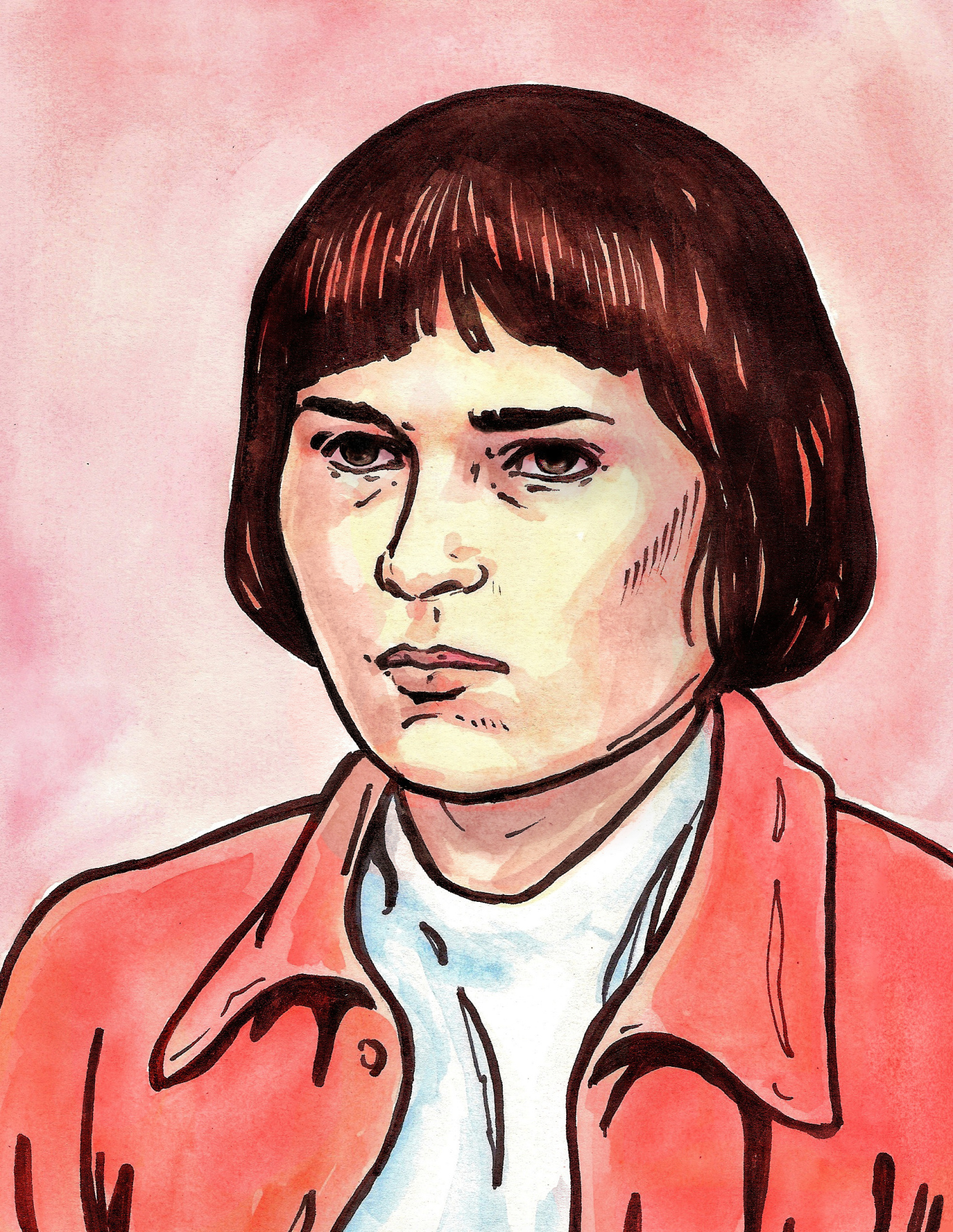
Olga Hepnarová.

- Michalina Olszańska : Olga Hepnarová
- Marika Šoposká : Jitka
- Klára Melíšková : la mère
- Martin Pechlát : Miroslav
- Marta Mazurek : Alena
- Petra Nesvacilová : Iveta
- Juraj Nvota : l'avocat
- Martin Finger : docteur Hronec
- Ondrej Malý : le psychiatre Spyrka
- Gabriela Míčová (cs) : la psychiatre Rabska
- Zuzana Stavná : la sœur
- Jan Novotny : le juge
- Viktor Vrabec : le père
- Malwina Turek : la gitane
- Ivan Palúch
- Magdaléna Borová (cs)

## Récompenses et distinctions
Le film a remporté 10 prix et reçu 26 nominations :  
Czech Lions 2017
- Meilleure actrice (Zenský herecký výkon v hlavní roli) pour Michalina Olszańska
- Meilleur second rôle féminin (Zenský herecký výkon ve vedlejsí roli) pour Klára Melísková
- Meilleure affiche de film (Nejlepsí filmový plakát) pour Lukáš Veverka   (directeur artistique)
- Nominations aux Lions tchèques : 
  - du meilleur film (Nejlepsí film) pour les producteurs Vojtěch Frič (cs), Marcin Kurek, Sylwester Banaszkiewicz, Petr Kazda, Tomás Weinreb et Marian Urban  
  - du meilleur réalisateur (Nejlepsí rezie) pour Petr Kazda et Tomás Weinreb
  - du meilleur scénario (Nejlepsí scénár) pour Petr Kazda et Tomás Weinreb et Adam Sikora
  - de la meilleure photographie (Nejlepsí kamera) pour Adam Sikora
  - des meilleurs costumes (Nejlepsí kostýmy) pour Aneta Grnáková (costumière)
  - du meilleur maquillage (Nejlepsí masky) pour Alina Janerka (maquilleuse)

Trieste Film Festival 2017
- Nomination au prix du meilleur film pour Tomás Weinreb, Petr Kazda et Vojtěch Frič (cs)

Sun in a Net Awards 2017 (Slovaquie)
- Meilleur réalisateur (Najlepsia rezia) pour Petr Kazda et Tomás Weinreb
- Nomination au prix de la meilleure actrice (Najlepsí zensky herecky vykon v hlavnej ulohe) pour Michalina Olszańska
- Nomination au prix de la meilleure actrice dans un second rôle (Najlepsí zenský herecký výkon vo vedlajsej úlohe) pour Klára Melísková
- Nomination au prix du meilleur film (Najlepsi film) pour Vojtěch Frič (cs), Marcin Kurek, Sylwester Banaszkiewicz, Petr Kazda, Tomás Weinreb et Marian Urban
- Nomination au prix du meilleur scénario (Najlepsi scenar) pour Petr Kazda et Tomás Weinreb

Festival international du film de Hong Kong 2016
- Nomination au prix Golden Firebird du jeune cinéma pour Petr Kazda et Tomás Weinreb
- Nomination au prix FIPRESCI pour Petr Kazda et Tomás Weinreb

Festival international du film de Sofia 2016
- Meilleur réalisateur pour Petr Kazda et Tomás Weinreb

Festival international du film de Berlin 2016
- Nomination au Prix du meilleur premier film pour Petr Kazda et Tomás Weinreb

Festival international du film de Guadalajara 2016
- Nomination au prix Maguey du meilleur film pour Petr Kazda et Tomás Weinreb

Festival international du film du Caire 2016
- Nomination au prix du meilleur film à la semaine de la critique du Caire pour Petr Kazda et Tomás Weinreb

Minsk International Film Festival “Listapad” 2016
- Meilleur réalisateur pour Petr Kazda et Tomás Weinreb
- Meilleure actrice pour Michalina Olszańska

Batumi International ArtHouse Film Festival 2016
- Nomination au Grand Prix pour Petr Kazda et Tomás Weinreb

Festival international du film de Vilnius 2016
- New Europe - New Names Competition : prix du meilleur film pour Petr Kazda et Tomás Weinreb
- New Europe - New Names Competition : nomination au prix de la meilleure actrice pour Michalina Olszańska

Festival international du film Andreï Tarkovski Zerkalo (Le miroir) 2016
- Grand-Prix des jeunes critiques pour Petr Kazda et Tomás Weinreb
- Nomination au grand-prix du meilleur film pour Petr Kazda et Tomás Weinreb

Seville European Film Festival (en) 2016
- Nomination au grand-prix New Waves du meilleur film pour Petr Kazda et Tomás Weinreb

Zlín International Film Festival for Children and Youth 2016
- Nomination au prix du Meilleur premier film européen pour Petr Kazda et Tomás Weinreb

Art Film Festival 2016
- Prix Blue Angel de la meilleure actrice pour Michalina Olszańska
- Nomination au prix Blue Angel du meilleur film pour Petr Kazda et Tomás Weinreb

Festival international du film d'Inde 2016
- Nomination au Golden Peacock du meilleur film pour Petr Kazda et Tomás Weinreb et Vojtěch Frič (cs)
- Nomination au Silver Peacock de la meilleure actrice pour Michalina Olszańska

Festival international du film de São Paulo 2016
- Nomination au prix du meilleur film dans la catégorie Nouveaux réalisateurs pour Petr Kazda, Tomás Weinreb et Vojtěch Frič (cs)

Netia Off Camera International Festival of Independent Cinema 2016
- Nomination au prix de la fondation Kulczyk (en) dans la compétition pour les longs métrages polonais pour Petr Kazda et Tomás Weinreb